# Acanthosphaera
Acanthosphaera, rod zelenih algi iz porodice Chlorellaceae. Postoje dvije vrste, tipična je C. zachariasii,  u suštini kozmopolitska slatkovodna alga koja živi po jezerima i ribnjacima. Zabilježena je u Europi, Aziji i Sjevernoj Americi, uglavnom u umjerenim klimatskim uvjetima.
Razmnožava se aseksualno, zoosporama (dva biča), 2, 4 ili 8 sporangija.  

## Vrste
1. Acanthosphaera castanea Haeckel
2. Acanthosphaera zachariasii Lemmermann

- Acanthosphaera tenuispina se vodi kao sinonim za C. zachariasii.